# TVR 1
TVR 1 este canalul principal al Societății Române de Televiziune. Este primul canal de televiziune apărut în România, pe 31 decembrie 1956. Până în 1968 a fost și unicul. Emite terestru (prin DVB-T2) și prin satelit (Eutelsat W2/16°E).

## Istoric

### Începuturile
Pe data de 30 octombrie 1937, inginerul Cristian Musceleanu creează primul post experimental de televiziune din România, la Universitatea Politehnica din București. Optsprezece ani mai târziu, pe 21 august 1955 la ora 20.00, începeau transmisiunile experimentale regulate de filme și cronici de actualități făcute de Ministerul Poștelor și Telecomunicațiilor de la Poșta Vitan din București, cu un emițător de 2 KW și o singură cameră construită prin forțe proprii de către inginerii români. Oficial însă, prima emisiune profesionistă de televiziune din România a avut loc în noaptea dinspre 31 decembrie 1956 - 1 ianuarie 1957, din primul sediu al Televiziunii, din Floreasca, strada Molière, nr. 2. Antena și emițătorul de 22 KW fuseseră montate pe 14 decembrie 1956 pe Casa Scânteii. Amenajarea studiourilor nu era gata, încăperile nu erau încă tencuite, ferestrele nu erau montate, dar cum trebuia respectat planul cincinal care prevedea ca televiziunea să funcționeze în anul 1956, emisia a fost pornită pentru o noapte. Transmisia era recepționată pe atunci numai în București, pe câteva sute de televizoare, importate din URSS pentru personalitățile momentului. Aproape întreg programul era înregistrat pe film de 35 de milimetri. După un reportaj realizat de Alexandru Stark a urmat filmul „O noapte furtunoasă” și salutul lui Petru Groza, pe atunci președintele Marii Adunări Naționale, cu prilejul Anului Nou.
După emisiunea inaugurală, programul televiziunii a fost suspendat pentru două luni, pentru ca să se termine amenajarea studioului de crainic și primele instalații. Întreaga aparatură folosită la început în Televiziunea Română era rusească. Aceasta fusese produsă de Institutul de Inginerie din Leningrad. O echipă rusească venise la București pentru a participa la montarea echipamentelor și la instruirea personalului tehnic. Tot echipamentul funcționa cu lămpi. Rușii susțineau la vremea respectivă că tranzistoarele, nou apărute, erau folosite doar la instalațiile militare.

## Cronologie

### Primul deceniu de emisie
- 1953: Inginerul Alexandru Spătaru a construit primul emițător de televiziune din România.
- 1955: După numeroase teste, pe 21 august, la ora 20.00 încep emisiunile experimentale regulate ale Ministerului Poștelor și Telecomunicațiilor, sub sigla "Studioului Experimental de Televiziune - București".
- 1956: Pe 14 decembrie au fost montate antena și emițătorul de 22 KW (canalul 2 FIF/VHF), pe Casa Scânteii. Pe 31 decembrie a fost inaugurată oficial Televiziunea Română, pe strada Moliere - nr. 2.
- 1957: În februarie este adus din URSS primul car de reportaj al TVR, cu trei camere, instalat pe două autobuze. Este realizată astfel prima transmisiune exterioară în direct, cu ocazia recitalului dat de Yves Montand la Sala Sporturilor „Lucian Grigorescu” din Floreasca. În martie debutează "Emisiunea pentru sate" - actuala "Viața Satului", cea mai longevivă emisiune de la TVR. La 5 mai are loc prima transmisie sportivă în direct, cu meciul de rugby Anglia-România. La 1 iunie a fost transmisă prima emisiune pentru copii de la Teatrul „Țăndărică”.
- 1958: Principalele evenimente interne și internaționale au fost prezentate într-o emisiune zilnică intitulată „Informațiile după-amiezii”, devenită la 20 martie „Jurnalul Televiziunii”. Din septembrie sunt transmise toate manifestările din cadrul Festivalului „George Enescu”.
- 1959: Pe data de 3 mai se achiziționează prima mașină de copiat peliculă negativ-pozitiv. La 23 mai are loc prima transmisie a unei piese de teatru.
- 1960: Se achiziționează un al doilea car de reportaj. Pe data de 24 martie se lansează emisiunea „Actualitatea internațională”
- 1961: Emisiunile TVR încep să fie difuzate zilnic cu excepția zilei de luni, de la ora 18.30 - puțin după ora 22.00. Duminica și uneori sâmbăta exista un program matinal de la ora 9.00 până la prânz.
- 1962: Se achiziționează încă două care de reportaj. Pe 21 iunie, România și Iugoslavia își dau acordul pentru interconectarea rețelelor de emițătoare TV (conectarea efectivă a avut loc începând cu anul 1966).
- 1963: Au loc primele teste cu echipamente de televiziune în culori. Lipsa de bani face însă ca proiectul să fie abandonat.

### Perioada 1965-1985
- 1965: Televiziunea acoperă 40% din teritoriu și are 500 de mii de abonați. Apare Teleenciclopedia, a doua cea mai longevivă emisiune.
- 1966: Din 6 februarie, Jurnalul Televiziunii se cheamă „Telejurnal” și e transmis într-o ediție de seară și una de noapte.
- 1968: Cu începere din 2 mai, Programul 1 nu mai este unicul canal TV din România: pe fosta stație a canalului 2 FIF/VHF este inaugurat „Programul 2”. La început, acesta emitea doar o zi pe săptămână, joia, pentru ca de la 16 iunie să difuzeze și duminica, iar din 20 iulie și sâmbăta. Din 29 aprilie se emitea și lunea.  Este făcută prima înregistrare video pe bandă magnetică de doi țoli. Apar primele lecții de limbi străine.
- 1969: Începând din 23 noiembrie, cu o pauză între anii 1985 și 1989, se difuzează Emisiunea în limba maghiară, o oglindă definitorie și uneori chiar și un factor de influențare a vieții culturale maghiare din România.[2]
- 1970: Televiziunea a funcționat în Floreasca până în anul 1970, când s-a mutat în actualul sediu din Calea Dorobanți. Noul sediu a fost construit după modelul sediului BBC de către arhitectul Tiberiu Ricci. Acesta era unul dintre cele mai moderne din Europa la acea vreme: trei studiouri mari, un studio mediu pentru știri, două studiouri mici pentru crainici și un studio muzical propriu.

### Era cultului personalității
- 1985: Programul televiziunii a fost limitat la doar 2 ore pe zi, emisiunile fiind în cea mai mare parte dedicate cultului personalității lui Nicolae și Elena Ceaușescu. Ulterior programul s-a mai mărit cu o oră. Între 1985 și 1990, Programul 1 rămâne din nou unicul canal TV din România fiindcă cel de-al doilea program e suprimat la ordinul cuplului dictatorial.
- 1989: Schimbarea regimului dictatorial din decembrie 1989 a fost transmisă în întregime în direct de către televiziune, fiind prima schimbare de regim transmisă în întregime de o televiziune. Totodată, începând din decembrie se reîncepe difuzarea Emisiunii în limba maghiară.

### După decembrie 1989
Dupa 1990, canalul TVR 1 intră într-o evoluție ascendentă, chiar dacă divizia editorială face uneori mult rău societății civile românești. Puterea politică controlează însă o bună parte din anii '90 televiziunea din Calea Dorobanți.
- 1990: În luna octombrie, TVR1 începe să emită la Chișinău. La 3 ianuarie 1990 este reînființat studioul din Cluj al Radioteleviziunii Române, fiind astfel lansat primul canal regional din România, cel care a devenit (din decembrie 1994) TVR Cluj.
- 1992: Începând cu 1 februarie, TVR 1 începe să emită pe întreg teritoriul Basarabiei.
- 1992: A fost introdus pe TVR1 teletextul, sistem B.
- 1995: A fost achiziționat primul car de reportaj digital și primul sistem de postproducție digitală.
- 1996: Emisiunea de Actualități devine „Jurnal”.
- 1997: E dat în exploatare primul studio de producție digitală.
- 1998: Este lansat primul site de internet al TVR, la adresa www.tvr.ro.

### Anii 2000-prezent
- 2001, 10 martie: TVR 1 este al doilea canal care trece la emisia non-stop, primul fiind TVR 2, pe 1 martie[3][4]
- 2005: Din decembrie, TVR1 este difuzat terestru digital în București.
- 2006: Se dau în folosință studiourile din Centrul de Știri și Sport (10, 11 și 12) – fostul Corp Film. "Jurnalul TVR" părăsește studioul 4 al Telejurnalului.
- 2007: Autoritățile comuniste de la Chișinău anulează dreptul TVR1 de a emite în Republica Moldova, Televiziunii Române permițându-i-se să emită doar prin rețele de cablu și satelit în Republica Moldova.
- 2009: Din 29 martie, "Jurnalul TVR" revine la vechea denumire de dinainte de 1989: „Telejurnal”, difuzat la orele 20 pe TVR 1. Conducerea este privită drept cauza scăderii drastice a audienței televiziunii. TVR1 este din nou transmis pe a doua rețea națională în Republica Moldova, acoperind 97% din teritoriu.
- 2011: Pe 15 februarie, apare pagina de Facebook TVR1 (http://www.facebook.com/fanTVR1)
- 2012: „Telejurnalul" redevine  "Jurnalul TVR" și se transmite de la ora 18:53. Scăderea audienței face ca mai târziu emisiunea să fie mutată iar la ora 20:00.
- 2013: "Jurnalul TVR" este redenumit "Telejurnal" și are trei emisiuni la orele 08:00 (luni-vineri),14:00 și 20:00.
- 2016: TVR 1 a trecut complet la formatul 16:9. Totul este transmis în acest format, de la emisiuni până la reclame și promo-uri.
- 2019: din 3 noiembrie, TVR 1 a trecut la emisia HD înlocuind postul TVR HD, studioul de știri fiind deja pregătit pentru emisia în HD.[5][6][7]
- 2022: din 5 decembrie, cu lansarea TVR Cultural, TVR 1, și celelalte canale TVR s-au rebranduit cu sigle 2D, fontul Mont folosit exclusiv pe canalele lor, și o grafică nouă pentru fiecare canal.

## Acoperire
Canalul TVR 1 este disponibil pe întreg teritoriul României prin două modalități de difuzare: fie FTA (Free To Air), adică fără abonament sau altă formă de plată: DVB-T2 (Televiziune Digitală Terestră 2) , fie în regim de pay tv, prin rețelele de cablu sau IPTV.

### Recepție digital-terestră
În 2022, TVR 1 este găsit la poziția 1 pe digital-terestru, în format HD.

### Recepție prin satelit și IPTV
De asemenea, TVR 1 poate fi recepționat direct (DVB-S, Digital Video Broadcasting - Satellite) de pe satelitul SESAT 1, 16°Est, cu antenă individuală, STB (Set Top Box) și cartelă Viacess. Recepția TVR 1 în regim pay tv se face, împreună cu alte 16 canale HD disponibile în România la începutul lui 2012, prin trei modalități:
- prin rețelele digitale de cablu ale RCS&RDS, UPC și Telekom
- recepție prin satelit în rețelele Telekom, RCS&RDS, Orange și Focus Sat
- prin IPTV în rețelele Telekom, RCS&RDS, INES IPTV și Orange

## Ponderea programelor difuzate
Ponderea programelor difuzate de TVR 1, în număr de ore și procente din totalul emisiei, repartizate pe genuri, conform clasificării EBU, pe anul 2015:
| Gen emisiune                | Ore   | %      |
| Artă și cultură             | 573   | 6,55%  |
| Divertisment                | 819   | 9,35%  |
| Diverse (revizii, campanii) | 121   | 1,38%  |
| Educație                    | 710   | 8,11%  |
| Emisiuni pentru copii       | 33    | 0,38%  |
| Filme animație              | 34    | 0,39%  |
| Informații, evenimente      | 1.183 | 13,51% |
| Muzică                      | 214   | 2,45%  |
| Promo                       | 354   | 4,05%  |
| Publicitate                 | 871   | 9,95%  |
| Religie                     | 169   | 1,94%  |
| Sport                       | 350   | 4%     |
| Știință                     | 50    | 0,59%  |
| Știri                       | 1.178 | 13,46% |
| Teleshopping                | 429   | 4,9%   |
| Desene Animate              | 34    | 0,39%  |